# Виндзор (Њујорк)
Виндзор (енгл. Windsor) град је у америчкој савезној држави Њујорк.

## Демографија
По попису из 2010. године број становника је 916, што је 15 (1,7%) становника више него 2000. године.
| Група             | 2000.       | 2010.       |
| Белци             | 862 (95,7%) | 879 (96,0%) |
| Афроамериканци    | 11 (1,2%)   | 5 (0,5%)    |
| Азијати           | 5 (0,6%)    | 5 (0,5%)    |
| Хиспаноамериканци | 5 (0,6%)    | 11 (1,2%)   |
| Укупно            | 901         | 916         |